# Шенгенско пространство
Шенгенското пространство или шенгенската зона представлява група от 29 европейски държави, които са премахнали граничния контрол помежду си и са страни по Шенгенското споразумение от 1985 г. Името му произлиза от мястото на сключване – люксембургското село Шенген. Почти всички държави членки на Европейския съюз прилагат споразумението, като изключение правят:
- Кипър – не е изпълнил условията за прилагането му.

- Ирландия е единствената държава членка на Евросъюза, която решава да не участва в преговорите за Шенген и има специална клауза в Договор от Амстердам[2].

Швейцария, Норвегия, Исландия и Лихтенщайн също прилагат шенгенските правила, въпреки че не са членове на ЕС.
Според оценката на Европейската комисия от 10.10.2021 г. България и Румъния са готови да участват пълноправно в Шенгенското пространство. През юли 2023 г. Европейският парламент приема резолюция с 526 гласа „за“, в която призовава Съвета на Европейския съюз да одобри присъединяването на двете държави до края на 2023 г. От 31 март 2024 година, България и Румъния са приети частично в Шенгенското пространство само по въздух и вода, но на 12 декември 2024 г. след единодушното решение на Съвета на министрите на вътрешните работи на ЕС двете страни стават пълноправни членки считано от 1 януари 2025 г.
Пространството обхваща население около 450 000 000 души и територия от 4 595 049 км².
Изпълняването на шенгенските правила означава премахване на граничния контрол с другите страни членки, като едновременно с това се подсилва контролът над гражданите на държавите, които не са от Шенгенското пространство. Правилата включват осигуряване на обща политика за краткосрочно пребиваващите граждани на трети страни (чрез шенгенска виза), съгласуваност на външния граничен контрол, полицейско сътрудничество (с възможност за пресичане на границите при необходимост), съдебно сътрудничество.
Паспортите или одобрените лични карти в Евросъюза трябва да се носят винаги при пътуване, като могат да бъдат проверявани от полицията или най-често на места като летища и хотели. Това зависи от законите в съответната държава и от споразуменията между отделните страни. Понякога има редовен граничен контрол и между самите държави членки на Шенгенското пространство. (Примерно временното прекратяване на прилагането на Шенгенското споразумение се използва като специална мярка за сигурност.)

## Членство
Към 1 януари 2025 г. в Шенгенското пространство членуват 29 държави: Австрия, Белгия, България, Германия, Гърция, Дания, Естония, Исландия, Испания, Италия, Латвия, Литва, Лихтенщайн, Люксембург, Малта, Нидерландия, Норвегия, Полша, Португалия, Румъния, Словакия, Словения, Унгария, Финландия, Франция, Хърватия, Чехия, Швеция и Швейцария. От тях Исландия, Лихтенщайн, Норвегия и Швейцария не членуват в Европейския съюз.
Кипър, която влиза в ЕС през 2004, не отговаря на необходимите критерии за членство в Шенгенското пространство, а Ирландия решава да не участва в преговорите за Шенген и има специална клауза в Договор от Амстердам.
Най-новите членове на Шенгенското пространство са България и Румъния които се присъединиха пълноправно към Шенген от 1 януари 2025 година.
| Държава     | Площ (km²) | Заявено на          | Членство от          | Прилагане                                                | С изключение на                             |
| ----------- | ---------- | ------------------- | -------------------- | -------------------------------------------------------- | ------------------------------------------- |
| Австрия     | 83 871     | 28 април 1995 г.    | 1 декември 1997 г.   | пълно                                                    |                                             |
| Белгия      | 30 528     | 14 юни 1985 г.      | 26 март 1995 г.      | пълно                                                    |                                             |
| България    | 110 994    | 1 януари 2007 г.    | 1 януари 2025 г.     | пълно                                                    |                                             |
| Германия    | 357 022    | 14 юни 1985 г.      | 26 март 1995 г.в     | пълно                                                    |                                             |
| Гърция      | 131 990    | 6 ноември 1992 г.   | 26 март 2000 г.      | пълно                                                    | Атон                                        |
| Дания       | 43 094     | 19 декември 1996 г. | 25 март 2001 г.      | пълно                                                    | Гренландияг Фарьорски островиг              |
| Естония     | 45 338     | 1 май 2004 г.       | 21 декември 2007 г.б | пълно                                                    |                                             |
| Ирландия    | 70 273     | 28 февруари 2002 г. |                      | изпълняване само на полицейско и съдебно сътрудничество. |                                             |
| Исландияа   | 103 000    | 19 декември 1996 г. | 25 март 2001 г.      | пълно                                                    |                                             |
| Испания     | 505 990    | 25 юни 1992 г.      | 26 март 1995 г.      | пълно                                                    |                                             |
| Италия      | 301 318    | 27 ноември 1990 г.  | 26 октомври 1997 г.  | пълно                                                    |                                             |
| Кипър       | 9251       | 1 май 2004 г.       |                      | не са изпълнени условията                                |                                             |
| Латвия      | 64 589     | 1 май 2004 г.       | 21 декември 2007 г.б | пълно                                                    |                                             |
| Литва       | 65 300     | 1 май 2004 г.       | 21 декември 2007 г.б | пълно                                                    |                                             |
| Лихтенщайна | 160        | 28 февруари 2008 г. | 19 декември 2011 г.  | пълно                                                    |                                             |
| Люксембург  | 2586       | 14 юни 1985 г.      | 26 март 1995 г.      | пълно                                                    |                                             |
| Малта       | 316        | 1 май 2004 г.       | 21 декември 2007 г.б | пълно                                                    |                                             |
| Нидерландия | 41 526     | 14 юни 1985 г.      | 26 март 1995 г.      | пълно                                                    | Аруба Нидерландски Антили                   |
| Норвегия    | 385 155    | 19 декември 1996 г. | 25 март 2001 г.      | пълно                                                    | Шпицбергенд                                 |
| Полша       | 312 683    | 1 май 2004 г.       | 21 декември 2007 г.б | пълно                                                    |                                             |
| Португалия  | 92 391     | 25 юни 1992 г.      | 26 март 1995 г.      | пълно                                                    |                                             |
| Румъния     | 238 391    | 1 януари 2007 г.    | 1 януари 2025 г.     | пълно                                                    |                                             |
| Словакия    | 49 037     | 1 май 2004 г.       | 21 декември 2007 г.б | пълно                                                    |                                             |
| Словения    | 20 273     | 1 май 2004 г.       | 21 декември 2007 г.б | пълно                                                    |                                             |
| Унгария     | 93 030     | 1 май 2004 г.       | 21 декември 2007 г.б | пълно                                                    |                                             |
| Финландия   | 338 145    | 19 декември 1996 г. | 25 март 2001 г.      | пълно                                                    |                                             |
| Франция     | 551 695    | 14 юни 1985 г.      | 26 март 1995 г.      | пълно                                                    | всички отвъдморски департаменти и територии |
| Хърватия    | 56 594     | 1 юли 2013 г.       | 1 януари 2023 г.     | пълно                                                    |                                             |
| Чехия       | 78 866     | 1 май 2004 г.       | 21 декември 2007 г.б | пълно                                                    |                                             |
| Швеция      | 449 964    | 19 декември 1996 г. | 25 март 2001 г.      | пълно                                                    |                                             |
| Швейцарияа  | 41 285     | 26 октомври 2004 г. | 12 декември 2008 г.  | пълно                                                    |                                             |

а. ↑ Държава, която не членува в Евросъюза, но имаща отношение към Шенгенското пространство на ЕС, и където шенгенските правила се прилагат.
б. ↑ За сухопътната граница и пристанища; от 30 март за летища също.
в. ↑ Източна Германия се обединява със Западна Германия и така влиза в Шенген на 3 октомври 1990 година.
г. ↑ Гренландия и Фарьорски острови са косвено включени.
д. ↑ Ян Майен е част от Шенгенското пространство.

### Разширяване
| Бъдещи членове | Бъдещи членове                    |
| Държава        | Предстояща дата на прилагане      |
| -------------- | --------------------------------- |
| Кипър          | Все още не са изпълнени условията |

Шенгенското споразумение е подписано на 14 юни 1985 г. от пет членки на Европейската общност: Франция, Западна Германия и страните от Бенелюкс: Белгия, Нидерландия и Люксембург. Договорът за прилагането му е подписан на 19 юни 1990 година.
На 3 октомври 1990 година ГДР се обединява с ФРГ и така влиза в Шенгенското пространство.  
На 26 март 1995 г. се присъединяват Португалия и Испания, които също подписват споразумението. Италия и Гърция също подписват договора, но започват да го прилагат съответно през 1997 г. и 2000 г. Всички останали държави също закъсняват да изпълнят задълженията си по споразумението. Австрия подписва договора през 1995 г., но започва да го прилага две години по-късно. Скандинавските страни го подписват 1996 г. и го изпълняват през 2001 г. Някои скандинавски страни имат стари паспорти за свободно придвижване в общността (и имат все още), защото Норвегия и Исландия не са членове на Евросъюза, но са част от Шенгенското пространство. Норвегия не желае да поддържа своята дълга граница със страните от Евросъюза като Финландия и Швеция.
Преди пълното прилагане на достиженията на правото от Шенген всяка нова държава трябва да бъде оценена в четири области: въздушна граница, визи, полицейско сътрудничество и защита на личните данни. Тази оценка включва конспект с въпроси и посещения на специалисти от Евросъюза, които да проверят институциите и готовността на оценяваната държава а Съветът на Европейския съюз преглежда резултатите.

### Европейски градове държави
Андора не е напълно част от Шенгенското пространство и продължава да съществува граничен контрол с Франция и Испания. Гражданите на Евросъюза могат да влизат в Андора с лични карти, докато за всички останали се изисква паспорт или еквивалентен документ. Пътешествениците, които се нуждаят от шенгенска виза, ще се нуждаят от поне две такива, за да могат да посетят Андора, защото влизането там става предимно по суша и означава напускане на Шенгенското пространство.
| На практика държави-членове, без граничен контрол | На практика държави-членове, без граничен контрол | На практика държави-членове, без граничен контрол |
| Знаме                                             | От                                                | Бележки |
| ------------------------------------------------- | ------------------------------------------------- | --- |
| Монако                                            | 26 март 1995                                      | Шенгенското право се прилага така сякаш Монако е част от Франция. Франция се грижи и извършва проверки на пристанище Монако. Има официален караул на пътя при влизане от Франция в Монако, но той е само за гранично посрещане при влизане от Франция в Монако и никога не спира никого. |
| Сан Марино                                        | 26 октомври 1997                                  | Въпреки че не е част от Шенгенското пространство, няма граничен контрол на границата на Сан Марино с Италия. Въпреки това карабинерите, полицията на Сан Марино и граничните пазители на скалата извършват случайни проверки.                                                            |
| Ватикана                                          | 26 октомври 1997                                  | Няма граничен контрол и без формално да е част от Шенгенското пространство. Ватикана проявява интерес за подписване на споразумение за по-близко сътрудничество при споделянето на данни и подобни дейности с шенгенската информационна система.                                         |
| Андора                                            |                                                   | Въпреки че не е част от Шенгенското пространство, няма граничен контрол на границата на Андора с Испания и на границата на Андора с Франция. |

Тези държави, които не членуват в Шенгенското пространство, имат безвизов режим с ЕС. За посетителите от трети страни е необходима виза за някоя шенгенска държава. Тези посетители трябва да влязат в Шенгенското пространство за граничен контрол и не им е позволено да летят с хеликоптер или с малък самолет директно към държави нечленуващи в него. Монако се разглежда като член и в него могат да акостират кораби.

### Ирландия
Република Ирландия независимо, че е член на ЕС не е част от Шенгенското пространство. Тя участва в Шенгенското полицейско и съдебно сътрудничество по наказателноправни въпроси, но не е част от зоната без вътрешен граничен контрол и поддържа граничен контрол с държавите от Шенген.

## Правила относно контролирането на границите
Преди да бъде приложено Шенгенското споразумение границите в Западна Европа са охранявани с голяма мрежа от гранични постове, които да установяват самоличността и пълномощията на хора, които желаят да пътуват от една в друга държава.
Откакто се прилага Шенгенското споразумение граничните постове са затворени (и често съборени). Шенгенските правила изискват държавите да премахнат всички пречки, за да стане възможно свободното придвижване на хора и превозни средства през вътрешните граници (чл. 20: Вътрешните граници могат да се преминават на всяко място, без да се извършва гранична проверка на лицата независимо от тяхната националност). Така пътуващите по шосе, с влак и самолет няма да чакат дълго да се установява самоличността им от граничните служители, когато пресичат границата. Премахването на граничен контрол на вътрешните граници обаче не накърнява правото на държавите да извършват полицейски проверки за сигурност доколкото те нямат за цел граничен контрол. За да влязат и пътуват свободно в Шенгенското пространство посетителите на нешенгенски държави трябва да получат шенгенска виза.
- Типична вътрешна шенгенска граница (близко до Куфщайн между Германия и Австрия); граничният пост е премахнат през 2000 година.
- Друга шенгенска граница – тук близо до Аахен между Германия и Холандия.
- Вътрешна шенгенска граница между Холандия и Белгия.
- Границата между Холандия и Германия пресича тази сграда на Бизнес Център Eurode в Керкраде и Херцогенрат.

### Регулиране на външните за шенгенските държави граници
Шенгенското споразумение изисква държавите да прилагат строги проверки на хора влизащи или напускащи Шенгенското пространство. Проверките са съгласувани с агенцията Фронтекс на ЕС и се подчиняват на едни и същи правила. Повече подробности относно граничния контрол, наблюдението и условията, при които се разрешава влизане в Шенгенското пространство, са описани подробно в регламента Кодекс на шенгенските граници. Проверка се прави най-малкото на документа за самоличност за всички, които пресичат външна за Шенгенските държави граница т.е. пристигащи или заминаващи пътници. На по-внимателна проверка се подлагат гражданите на трети страни. Изходящият контрол позволява да се определи дали дадена личност, получила право да влезе в пространството, не е останала по-дълго от разрешения срок и дали представлява някаква заплаха за според Шенгенската информационна система (ШИС). Например, когато трябва някой да бъде арестуван след съдебна заповед в Шенгенска държава (чл. 7 (b) and (c))
На външен граничен контрол се подлагат пътища и влакове, пресичащи границата, както и международните летища, а също и пристанища (подробно описано в Приложение IV). Обикновено няма издигнати огради, бариери или стени, но има и изключения като Сеутската ограда. Надзорът се осъществява чрез система от камери, включително с инфрачервена термография, на горещи точки като например по границата между Словакия и Украйна, където има по една камера на всеки 186 m от границата. Всички пътници, пристигащи извън Шенгенското пространство със свой собствен самолет или кораб, са длъжни да влязат през летище или пристанище с граничен контрол. Това трудно се контролира и затова бреговата охрана полага съществени усилия край южното крайбрежие на шенгенските държави, за да предотврати незаконно влизане на плавателни средства.
Шенгенските правила изискват всички пътници, преминаващи през шенгенска външна граница, да бъдат подлагани на паспортна проверка преди акостиране, и те трябва да притежават валиден документ за самоличност и виза, когато са от трети страни (чл. 26). Това се прави с цел да не се допускат хора, които биха поискали политическо убежище впоследствие, след навлизане в Шенгенското пространство.

### Условия за влизане от трети страни
Шенгенските правила съдържат унифицирани правила за вида на визата за кратък престой, която не бива да превишава 90 дни, на територията на една, няколко или всички държави. Правилата включват още условията за влизане в Шенгенското пространство и процедури за отказ на влизане.
Според шенгенския граничен кодекс условията за влизане от трети страни са следните (чл. 5):
- третата страна се разглежда като на правоимаща документ за пътуване или имаща пълномощно за пресичане на границата; приемане на документите за пътуване като за тази цел се отбелязват местата на държавите членки;[17]
- пътникът или притежателят на валидна виза (ако се изисква) или разрешен срок на пребиваване;
- пътникът може да обясни с каква цел и условие е свързан неговия престой и има ли достатъчно средства за срока на планирания престой и за връщането си до страната от където е тръгнал или за превоз до трета страна, в която пътешественикът ще пребивава законно;
- няма подаден сигнал в ШИС за отказ за влизане;
- пътникът не се счита за заплаха за обществения ред, вътрешната сигурност, общественото здраве или международните отношения на някоя от шенгенските държави.

### Права при престой
Трета страна, на която е било дадено правото на влизане може да стои в Шенгенското пространство и да пътува между шенгенските държави толкова дълго колкото да се изпълни условието при влизане. За престой повече от 3 месеца това се нарича национална виза (тип D) и се издава от съответната шенгенска държава където третата страна има намерение да пребивава. Всяка трета страна, която е носител на разрешение за престой на шенгенска държава, която е дала правото за престой, който превишава 3 месеца е позволено да пътува до всяка друга страна членка за времетраене по-голямо от 3 месеца.

### Шенгенска виза
Изискването на виза за кратък престой в Шенгенското пространство, което не означава работа или някакви самостоятелни дейности са извън регулацията на ЕС. Списъка от гражданите, за които се изисква виза за кратък престой (ПРИЛОЖЕНИЕ I) и граждани с безвизово пътуване (ПРИЛОЖЕНИЕ II) отнасящи се до нации на граждани от трети страни без нужда от притежание на паспорт или документ за пътуване (с изключение на притежателите на Хонгконгски паспорт и Макаовски паспорт и някои други изключения). Граждани на трети страни, които възнамеряват да приемат работа или някаква самостоятелна дейност за тях може да има изискване от Шенгенската държавата да получи виза, ако са в безвизовия списък; обичайните работни пътувания обикновено не се разглеждат като работа в този смисъл.
Визи се отпускат за следните категории:
- Категория A
- Категория B
- Категория C
- Категория D
- Категория D+C визите от този вид обединяват функциите на двете категории
- FTD и FRTD са специални визи за пътен (FTD) или релсов (FRTD) превоз между континентална Русия и западния ексклав на Калининградска област.